# All-Star Baseball 2001
Az All-Star Baseball 2001 baseball-videójáték, melyet a High Voltage Software és a KnowWonder fejlesztett és az Acclaim Entertainment jelentetett meg. A játék 2000 márciusában jelent meg Nintendo 64, illetve 2000 júniusában Game Boy Color platformokra.
A játék kommentátora John Sterling, akit Michael Kay szakkommentátor egészít ki. A játék borítóján Derek Jeter New York Yankees-beálló szerepel.

## Fogadtatás
| Összegzőoldal | Értékelés | Értékelés |
| Összegzőoldal | GBC       | N64       |
| ------------- | --------- | --------- |
| GameRankings  | 60%       | 87%       |

| Szerző         | Értékelés | Értékelés |
| Szerző         | GBC       | N64       |
| -------------- | --------- | --------- |
| AllGame        | N/A       | [ 4 ]     |
| EGM            | N/A       | 8,75/10   |
| Game Informer  | N/A       | 7,75/10   |
| GameFan        | N/A       | 91%       |
| GamePro        | N/A       | [ 8 ]     |
| GameSpot       | 7/10      | 9,2/10    |
| IGN            | 6/10      | 9,1/10    |
| N64 Magazine   | N/A       | 81%       |
| Nintendo Power | N/A       | 7,9/10    |

A GameRankings kritikaösszegző weboldal adatai szerint a játék Nintendo 64-verziója kedvező, míg a Game Boy Color-kiadása megosztott kritikai fogadtatásban részesült.
Az IGN 9,1/10-es pontszámmal díjazta a játék Nintendo 64-verzióját, dicsérve az új játéktermi stílusú játékmódot, az ütőgyakorlat-módot, a baseballhírességek-csarnokába bekerült visszavonult játékosokkal feltöltött csapatot, a grafikát és az animációkat. A GameSpot 9,2/10 pontot adott a játék Nintendo 64-verziójára, dicsérve a grafikát és az animációkat, a „jelenleg elérhető baseballjátékok közötti legjobb” irányítást, valamint a játékmenet „tökéletes” ütemét, mely az „alkalmi és a keménymagos játékosoknak is tetszeni fog”. Negatívumként a „változatosságot nélkülöző” hangkommentárt és a játék általános hangzását emelte ki. Összegzésként megjegyezte, hogy „A hangproblémák ellenére az All Star Baseball 2001 a legjobb konzolos baseballjáték. A látvány fotorealisztikus, a játékmenet a tökéletesség határán áll és a játékmódok és a többjátékos opciók változatossága magas újrajátszhatóságot ígér. Továbbá a játék egyszerűen szórakoztató – és végső soron ez, ami a leginkább számít.”
Az IGN 6/10-es pontszámot adott a játék Game Boy Color-változatára, megjegyezve, hogy az elődjéhez képest az egyetlen említésre méltó változás az ütőrendszer finomhangolása. Mivel a kiadó nem volt képes új játékot készíteni, ezért a weboldal szerkesztője is az előző játék tesztjét tette közzé újra. A GameSpot szerkesztője ugyan egyetértett abban, hogy a játék mindössze az elődje finomhangolt változata, azonban kiemelte, hogy a játékosok animációja és a mesterséges intelligencia rendkívül sokat fejlődött, illetve a színmélység is javult valamelyest és a játékosoknak is nagyobb lett a mérete.